# 尸胺
尸胺（cadaverine），又称1,5-戊二胺（1,5-pentanediamine）、1,5-二氨基戊烷（pentamethylenediamine）、五亚甲基二胺或尸毒素，化学式为NH2(CH2)5NH2，是一种在动物身体组织腐烂时由蛋白质水解产生的具有腐臭气味的化合物，常温下为浆状液体，深度冷冻可凝固结晶。尸胺在空气中发烟，能形成二水合物。
与腐胺类似，尸胺也是一种具有一定的毒性的二胺。

## 历史
德国柏林的Ludwig Brieger医师于1885年第一次记录下尸胺。

## 生产
尸胺是赖氨酸在脱羧酶的作用下脱羧的产物。
其实，这种二胺并不是只与腐败作用有关，生物活体在生命代谢中也会产生少量的尸胺。它是造成尿液与精液的特殊气味的部分原因。

## 临床意义
患有赖氨酸代谢缺陷（lysine metabolism）的病人尿液中可以发现高出正常水平的尸胺。

## 毒性
大剂量的尸胺是有毒的。小鼠急性经口毒性最低致死量：270mg/kg；
- 尸胺有腐蚀性。可被人体吸入、食入或经皮吸收。对眼睛、粘膜、皮肤及呼吸道有强烈的刺激作用，可以引起烧灼伤。尸胺吸入后可能引起咽喉、支气管的炎症、痉挛、水肿、肺水肿或化学性肺炎甚至导致死亡。中毒后有咳嗽、喘息、气短、咽炎、头痛、恶心或呕吐等症状。